# V.A.I.
V.A.I.è un singolo dei Gemelli DiVersi pubblicato nel 2012. Terzo estratto dall'album Tutto da capo.

## Videoclip
Il singolo parla di una storia d'amore finita per il tradimento di una ragazza verso il suo uomo.